# Chiesa dei Santi Apostoli Pietro e Paolo (Borsano)
La chiesa dei Santi Pietro e Paolo è la parrocchiale di Borsano, quartiere di Busto Arsizio, in provincia di Varese ed arcidiocesi di Milano; fa parte del decanato di Busto Arsizio, nella zona pastorale IV di Rho.
È dedicata ai santi Pietro e Paolo, patroni di quello che fu per secoli un comune autonomo.

## Storia
La prima pietra della chiesa attuale fu posta nel 1939 su un terreno adiacente a quello dove sorgeva la chiesa ottocentesca, benedetta nel 1825 e demolita nel 1943. Prima di tale chiesa, ne esisteva un'altra, costruita nel 1508 al posto della precedente chiesa, esistente per lo meno a partire dal 1300 e dedicata all'apostolo San Pietro.

### La chiesa cinquecentesca
La pianta dell'edificio cinquecentesco era composta da due navate adiacenti, fatto piuttosto inusuale per una chiesa. Sul campanile erano posizionate due campane ed una meridiana. La chiesa presentava una sola cappella, dedicata a san Sebastiano. Nel 1575 si fecero dei restauri alla chiesa, che poi fu abbattuta nel 1817, quando era parroco di Borsano don Santino Crespi.

### La chiesa ottocentesca

Chiesa parrocchiale ottocentesca negli anni quaranta

La chiesa successiva, benedetta il 23 ottobre 1825, fu progettata da Giacomo Moraglia, allievo dell'illustre architetto e poeta Giuseppe Zanoia, il quale morì nel 1817, poco dopo aver ricevuto l'incarico del progetto. Zanoia giunse a curare solo la demolizione della vecchia chiesa cinquecentesca. La chiesa presentava una sola navata ed una cupola tozza. Il campanile fu eretto solo un decennio più tardi, nel 1836. Nel 1879, quando era parroco don Alessandro Bossi, fu aggiunto il portico con timpano triangolare sorretto da quattro colonne. Don Alessandro acquistò anche l'organo tutt'oggi esistente, ed affidò al pittore legnanese Mosè Turri la decorazione interna, rimasta però incompleta per mancanza di denaro. La consacrazione della chiesa risale solo l'11 agosto 1906 ad opera dal cardinal Ferrari. Nella chiesa ottocentesca furono collocate opere pittoriche di buon livello artistico provenienti dalla chiesa precedente.

### La chiesa attuale
L'attuale chiesa venne progettata per essere più grande di quella ottocentesca, in cui lo spazio scarseggiava a causa dell'incremento demografico del quartiere. La capienza della nuova chiesa parrocchiale è infatti di 2.500 persone. Fu costruita in circa due anni grazie al grande sacrificio di tutta la popolazione di Borsano che, anche in tempi di guerra e di crisi economica, mantennero fede alla promessa fatta dalla quasi totalità dei capi famiglia di devolvere mensilmente parte del loro guadagno. Così, il 17 ottobre 1942, in piena guerra, il cardinal Ildefonso Schuster consacrò la nuova chiesa parrocchiale di Borsano, costruita su progetto dell'ingegner Garavaglia e dell'architetto Ascani.
Nel 2008 la chiesa è stata insignita del titolo "Sub umbra Petri" (sotto l'ombra di Pietro). Tale titolo è segno di un particolare vincolo spirituale con la basilica di San Pietro in Vaticano tale per cui, in determinate occasioni, è possibile ottenere l'indulgenza plenaria.

## Descrizione

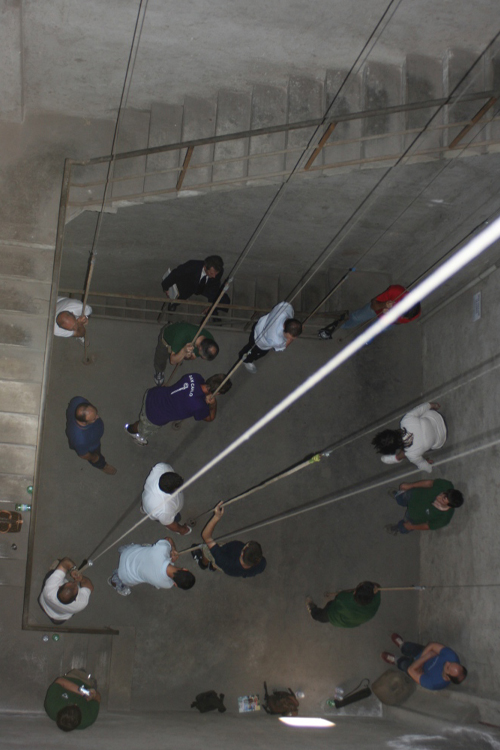
Suonatori di campane a Borsano

### Esterno
La facciata tripartita del nuovo edificio preannuncia le tre navate interiori.
Le piazze davanti e dietro la chiesa sono state dedicate a don Antonio Gallarini e don Enrico Ballabio, ex-parroci di Borsano.

#### Campanile
L'imponente campanile a pianta quadrata posto sul retro della chiesa fu innalzato nel 1958 su progetto dell'architetto Ascani in modo da sostituire quello della chiesa ottocentesca, demolito solo nel 1953. Il concerto è composto da nove campane; si tratta del record ambrosiano per un concerto manuale.

### Interno
L'altare principale è opera dell'architetto Ascani. L'organo, proveniente dalla demolita chiesa ottocentesca, fu costruito da Antonio De Simoni Carrera nel 1885 e restaurato nel 1992 dalla famiglia V. Mascioni di Cuvio. La via crucis e la controfacciata, rispettivamente del 1987 e del 1993, sono opere dell'artista locale Serena Moroni. Le nuove vetrate della navata sono di don Gaetano Banfi, mentre quelle del presbiterio e del rosone della facciata sono di Paolo Rivetta. I tre portali in bronzo sono opera dello scultore Alberto Ceppi, autore anche dei mosaici sulla facciata e dei mosaici dell'abside.

#### Ilbotafumeirodi Borsano
In questa chiesa si trova uno dei più grandi turiboli del mondo: quando è vuoto pesa 60 kg ed è stato inaugurato durante la veglia pasquale del 2012. In particolari occasioni, come la festa patronale e le festività natalizie e pasquali, viene "lanciato" facendolo correre lungo la navata centrale della chiesa, destando stupore tra i fedeli.